# Nesticus sodanus
Nesticus sodanus är en spindelart som beskrevs av Willis J. Gertsch 1984. Nesticus sodanus ingår i släktet Nesticus och familjen grottspindlar. Inga underarter finns listade i Catalogue of Life.